# Spirits Rejoice!
Spirits Rejoice! ist ein Musikalbum von Louis Moholo. Die am 24. Januar 1978 im Studio Redan Recorders in London entstandenen Aufnahmen erschienen 1978 als LP auf dem Label Ogun. Gekoppelt mit Bra Louis – Bra Tebs wurde Spirits Rejoice! 2005 als Compact Disc auf Ogun wiederveröffentlicht. Als Langspielplatte in limitierter Auflage von 1000 Stück wurde das Album 2019 auf dem Label Otoroku neu aufgelegt.

## Hintergrund
Für sein erstes Album unter eigenem Namen versammelte der nach London ausgewanderte südafrikanische Schlagzeuger Louis Moholo zwei weitere Landsleute und fünf Europäer zu einem Oktett und nutzte Themen, die er und andere südafrikanische Musiker komponiert hatten. Mitwirkende sind der Saxophonist Evan Parker, der Pianist Keith Tippett, die Posaunisten Radu Malfatti und Nick Evans, der Trompeter Kenny Wheeler und die Bassisten Johnny Dyani und Harry Miller.

## Titelliste
- Louis Moholo Octet – Spirits Rejoice! (Ogun OG 520)[2]

A1 Khanya Apho Ukhona (Shine Wherever You Are) (Louis Moholo) 8:00

A2 You Ain’t Gonna Know Me ’Cos You Think You Know Me (Mongezi Feza) 7:15

A3 Ithi-Gqi (Appear) (Johnny Dyani) 8:00

B1 Amaxesha Osizi (Times of Sorrow) (Ronnie Majola Sehume) 9:50

B2 Wedding Hymn (Todd Matshikiza) 11:20

## Rezeption

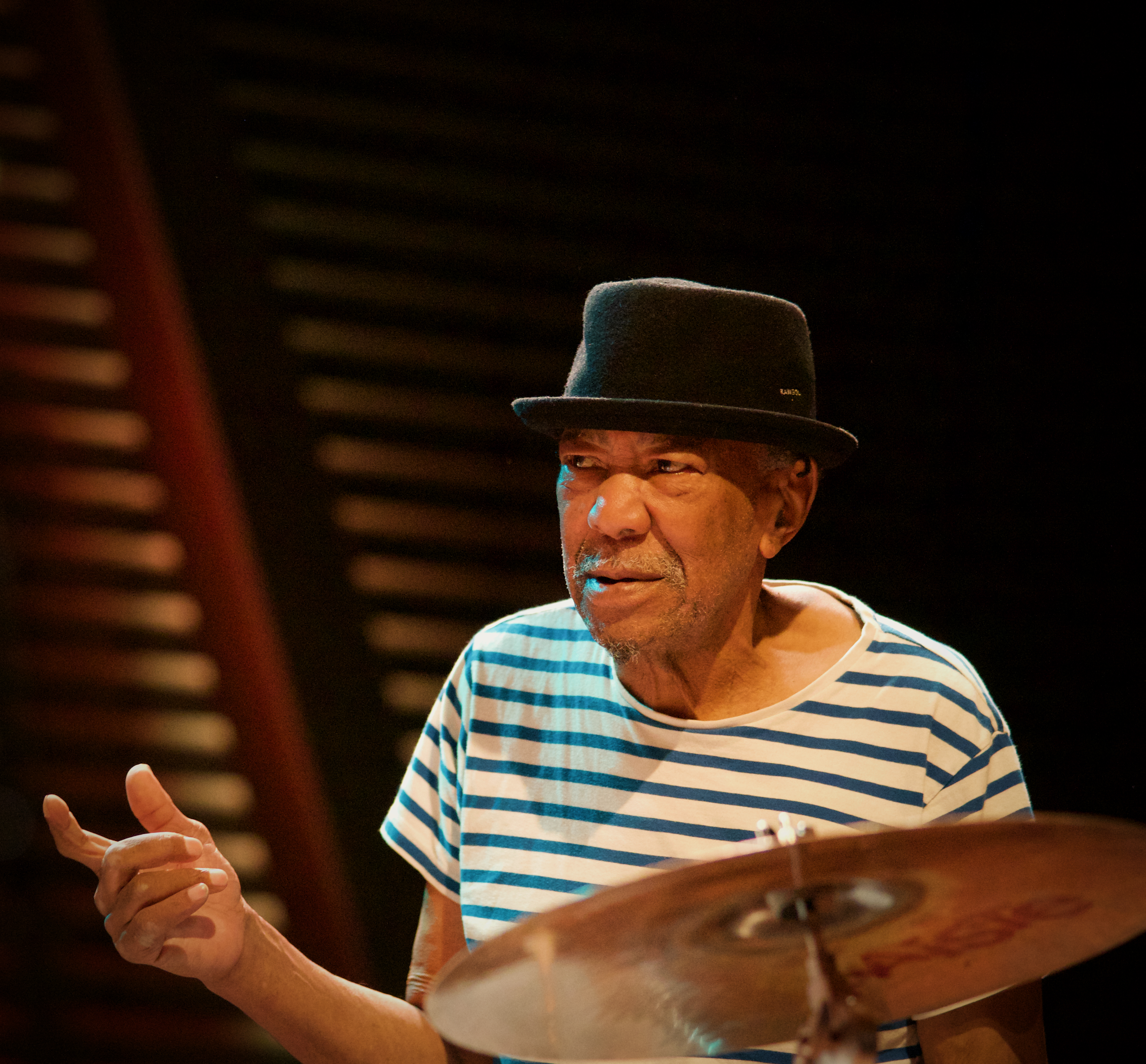
Louis Moholo-Moholo (2019)

Brian Olewnick verlieh dem Album in Allmusic viereinhalb Sterne und schrieb, Louis Moholo habe eine der großartigsten, aber wenig beachteten Aufnahmen des modernen Jazz produziert – die wohl gelungenste Verbindung von Township-Musik und Avantgarde Jazz. Mofolo würde die wunderschönen Themen nutzen, die er und andere südafrikanische Musiker komponiert hatten, als Ausgangspunkt für ungezwungene Soli und so eine perfekte Balance finden: Keine Seite [d. h. der Afrikaner bzw. der Europäer] würde sich der anderen übermäßig unterwerfen, und beide stolz ihre Fähigkeit verkünden, miteinander zu leben und zu gedeihen. Die Band mit zwei Bassisten und zwei Posaunisten schöpfe aus dem großen Stimmumfang und verleihe jedem Stück eine vollmundige Wärme und Fülle; wahrlich ein Hochgenuss. Das Repertoire wechselt zwischen Up-tempo, wilden Tanznummern und herzzerreißend schönen Hymnen. Die wahren Highlights seien jedoch die langsamen, mitreißenden Hymnen. Mongezi Feza, ein südafrikanischer Trompeter, der einige Jahre vor dieser Session viel zu jung verstarb, werde mit seinem „You Ain’t Gonna Know Me ’Cos You Think You Know Me“ in Erinnerung gerufen, dessen schmerzlich schöne Melodie, gespickt mit obligaten Seufzern der Posaunen, immer wieder wiederholt werde, wobei jede Wiederholung neue und stärkere Intensität erzeuge. Es sei eine erhabene Darbietung, die Genregrenzen überschreitet, insgesamt eine großartige Aufnahme.
Die mittlerweile so vertrauten südafrikanischen Melodien seien von den einzelnen Musikern mit großer Begeisterung aufgenommen worden, und ihre gemeinsame Zielsetzung spiegelte den Glauben an die Stärke des Kollektivs wider, schrieb Matthew Wright in den Liner Notes der Neuausgabe. Atemberaubende Soli, oft grenzwertig, sind allgegenwärtig – Evan Parker und Keith Tippett in „Shine Wherever You Are“; die kontrastierenden Posaunenstile von Nick Evans und Radu Malfatti in „You Ain’t Gonna Know Me...“; das Oktett klinge wie eine komplette Bigband; und dahinter die unerbittlich rhythmische Dringlichkeit von Klavier, Bass und Schlagzeug. Hinzu kämen Kenny Wheelers bewegende und allumfassende Trompete im elegischen „Amaxesha Osizi“ und die fröhliche Extravaganz von „Wedding Hymn“ mit Evan Parkers relativ geradlinigem Spiel auf dem Tenorsaxophon und Tippetts geschicktem Klaviersolo über einem Bett aus riff-basierten Bläserspiel, (schnellen) Walking-Bass-Linien und einem überragenden Swing-Gefühl. Louis’ früher Held, Big Sid Catlett, hätte es geliebt!